# Shih-Hsien Yu
Shih-Hsien Yu é um matemático taiwanês, professor da Universidade Nacional de Singapura, conhecido por seu trabalho sobre leis de conservação hiperbólicas e equações cinéticas.

## Formação e carreira
Yu obteve a graduação e um mestrado na Universidade Nacional de Taiwan, com estudos de pós-graduação na Universidade Stanford, obtendo um PhD em 1994, orientado por Tai-Ping Liu, com a tese Existence of Discrete Shock Profiles for the Lax-Wendroff Scheme.
Foi palestrante convidado do Congresso Internacional de Matemáticos em Seul (2014: Duality in Boltzmann equation and its applications).

## Publicações selecionadas
- Continuum shock profiles for discrete conservation laws. I. Construction (with Tai-Ping Liu), Comm. Pure Appl. Math. 52 (1999) no. 1, 85–127.
- Boltzmann equation: micro-macro decompositions and positivity of shock profiles (with Tai-Ping Liu), Comm. Math. Phys. 246 (2004), no. 1, 133–179.
- The Green's function and large-time behavior of solutions for the one-dimensional Boltzmann equation (with Tai-Ping Liu), Comm. Pure Appl. Math. 57 (2004), no. 12, 1543–1608
- Nonlinear wave propagations over a Boltzmann shock profile, J. Amer. Math. Soc. 23 (2010), no. 4, 1041–1118.
- Invariant manifolds for steady Boltzmann flows and applications (with Tai-Ping Liu), Arch. Ration. Mech. Anal. 209 (2013), no. 3, 869–997.